# Roger Kormind
Roger Kormind (født 9. marts 1961 i New York) er en tidligere dansk standupkomiker, der nu har en cykelforretning på Frederiksberg. Han optræder også af og til i tv-reklamer, men er nok mest kendt for sin rolle som Fætter Andreas i Klovn. Desuden har han medvirket i Talegaver til børn i 1993, 1994 og 1997 og i første sæson af stand-up.dk (1997).
I slutningen af 1980'erne var Kormind med til at starte stand-up komedie op i Danmark, som en af de allerførste komikere på Restaurant DIN´s.